# Loke, Krško
Loke este o localitate din comuna Krško, Slovenia, cu o populație de 63 de locuitori.